# Площа імені Миколи Леонтовича (Миколаїв)
Площа імені Миколи Леонтовича — площа в Інгульському районі міста Миколаїв, названа ім'ям Миколи Павловича Леонтовича — міського голови міста у 1909—1917 роках і фундатора Миколаївського зоопарку.

## Розташування
Площа розташовується в Інгульському районі міста і обмежується Богоявленським проспектом на заході, Миколаївським зоопарком на сході і сквером «Біля зоопарку» на півночі і півдні. Загальна площа становить 5120 м2.

## Історія
Микола Павлович Леонтович вважається фундатором Миколаївського зоопарку, оскільки саме з його колекції екзотичних рослин і акваріумних рибок, яку він почав збирати ще у 1898 році, брав початок майбутній зоопарк, який розташовувався просто в нього вдома на Адміральській вулиці. 26 квітня 1901 року Леонтович відкрив двері свого будинку для всіх бажаючих. В основі його зібрання була велика колекція акваріумних риб, плазунів і екзотичних птахів.
30 травня 1917 року Леонтович був заарештований і знаходився під вартою до 11 серпня 1919. Згодом був відпущений і поставлений першим директором державного акваріума – своєї ж колекції, яку націоналізували у 1918 році.
У 1930 році Леонтовича переведено з директорів в наукові співробітники, а 1935 року – взагалі звільнено. 28 липня 1937 року він був заарештований за несправедливим звинуваченням у зв'язках з контрреволюційно налаштованою інтелігенцією та участю у військово-офіцерській організації. Згідно із сімейною легендою, Леонтович помер у Тамбовській в'язниці 1940 року, але ніяких документів, підтверджуючих це, знайдено не було. Точні дата і місце його смерті достеменно не відомі досі.
У 1978 році зоопарк переїхав з колишньої садиби Леонтовича на нове місце в районі міського автовокзалу. Тоді ж на площі, яка тоді не носила назви, було відкрито скульптурну групу «Мауглі та Багіра». Скульптура споруджена за авторським проєктом І. В. Макушиної, в якому брали участь архітектори О. П. Попова і В. П. Попов, а також художник по металу В. Г. Пахомов. За задумом авторів, вона відображає єдність людського світу та світу живої природи. Пам'ятник служить нагадуванням про те, що взаєморозуміння можна досягти навіть у суворих умовах джунглів.
9 вересня 2001 року за ініціативи директора міського зоопарку Володимира Топчого відбулося урочисте відкриття нової площі і пам'ятника засновнику зоопарку Миколі Павловичу Леонтовичу. Автори пам'ятника — сім'я скульпторів Макушиних: Юрій, Інна і Віктор.

## Пам'ятки
- Скульптурна група «Мауглі та Багіра». Встановлена у 1978 році, автори — скульпторка І. В. Макушина, архітектори О. П. Попова і В. П. Попов, художник по металу В. Г. Пахомов.
- В центрі площі встановлено клумбу і меморіальний камінь, який каже про те, що квіти з цієї клумби ростуть на землі, надісланій з різних зоопарків світу як символ девізу Миколаївського зоопарку: «Тільки нашими спільними зусиллями ми збережемо мир диких тварин». За ним — вказівник з зоопарками міст Києва, Амстердама, Тбілісі, Нью-Йорку, Йоганнесбурга, Тайбея, Лондона та Вашингтона.

## Галерея

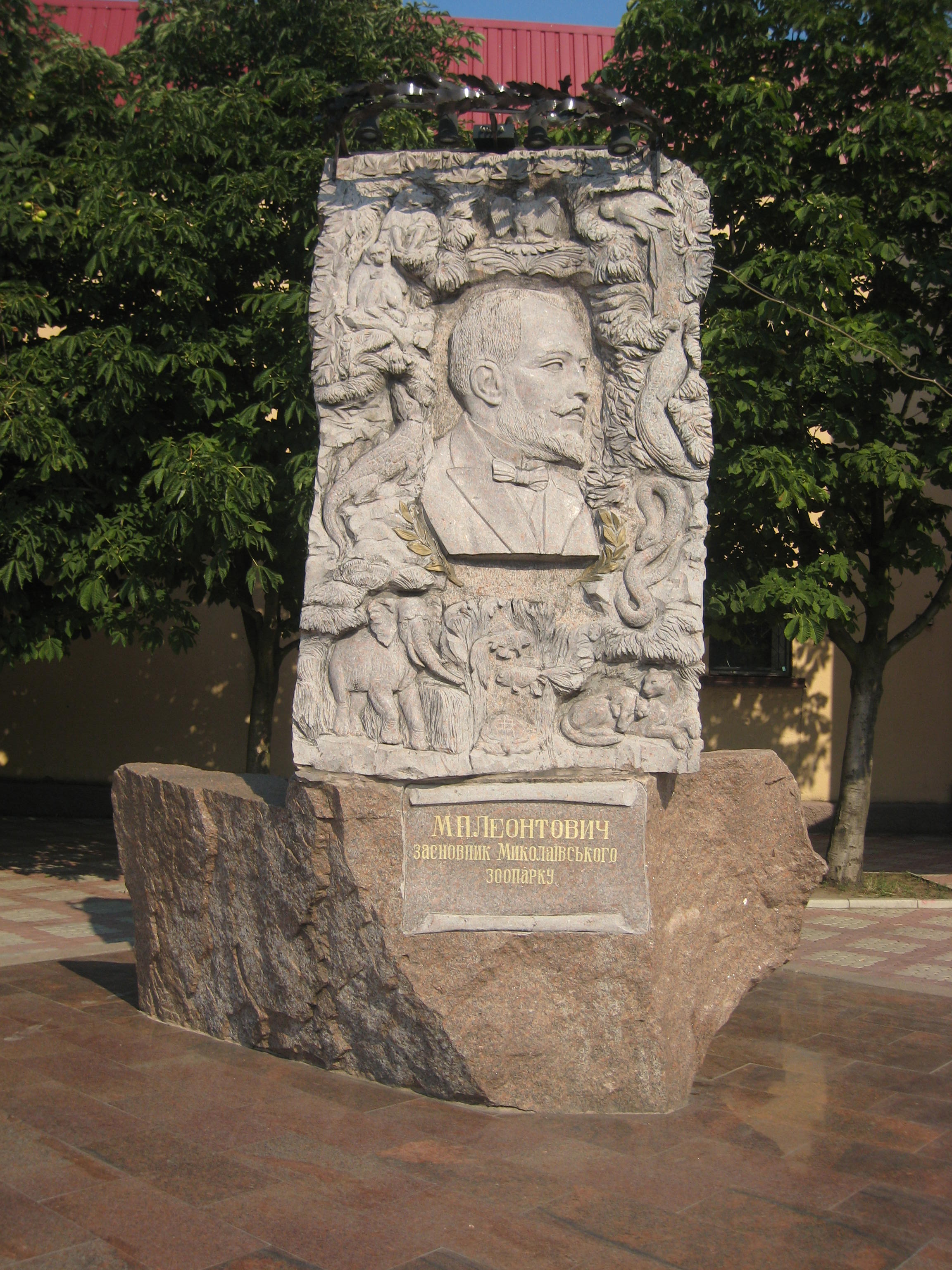
Пам'ятник Миколі Павловичу Леонтовичу
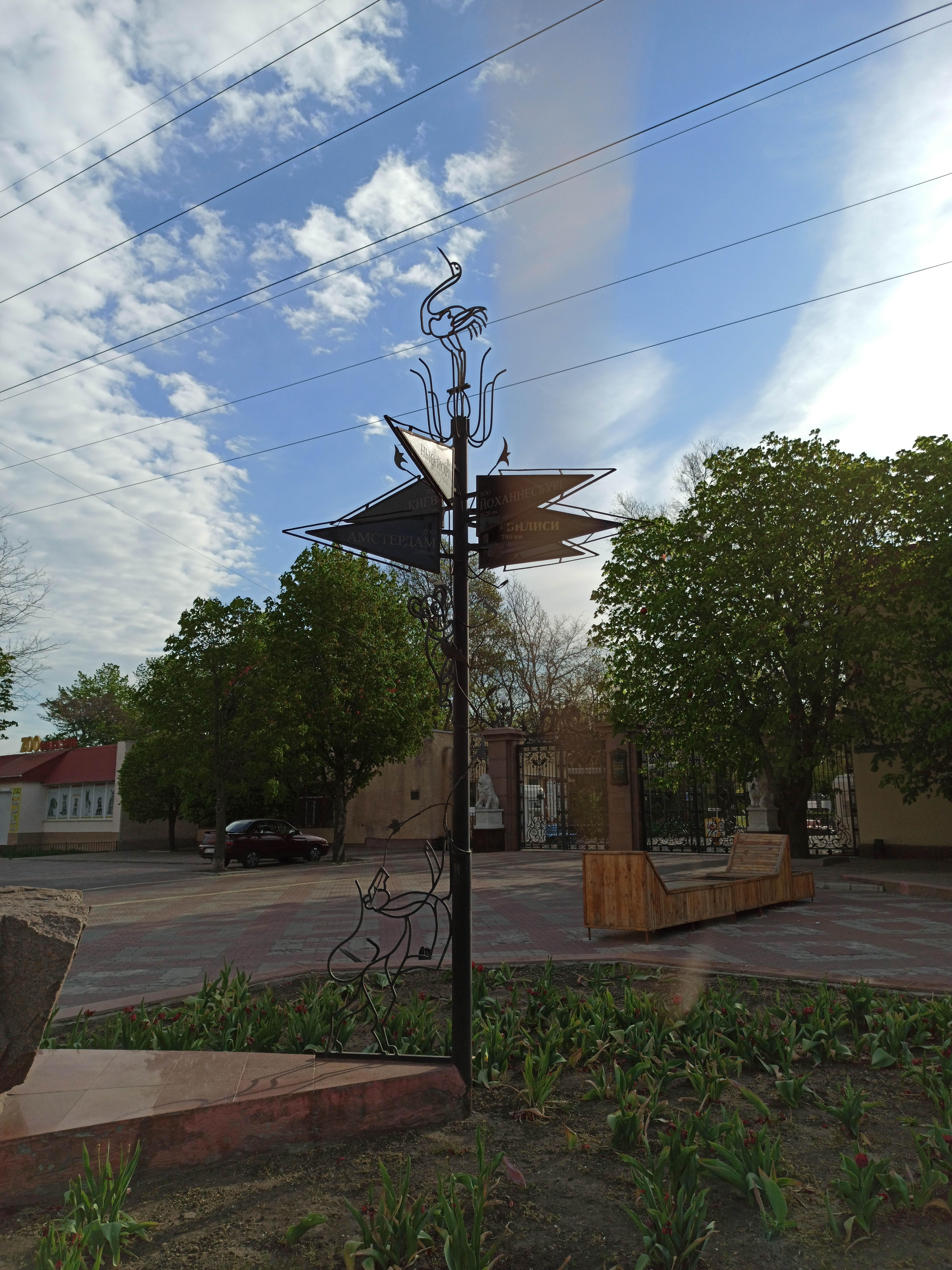
Вказівник з зоопарками світу
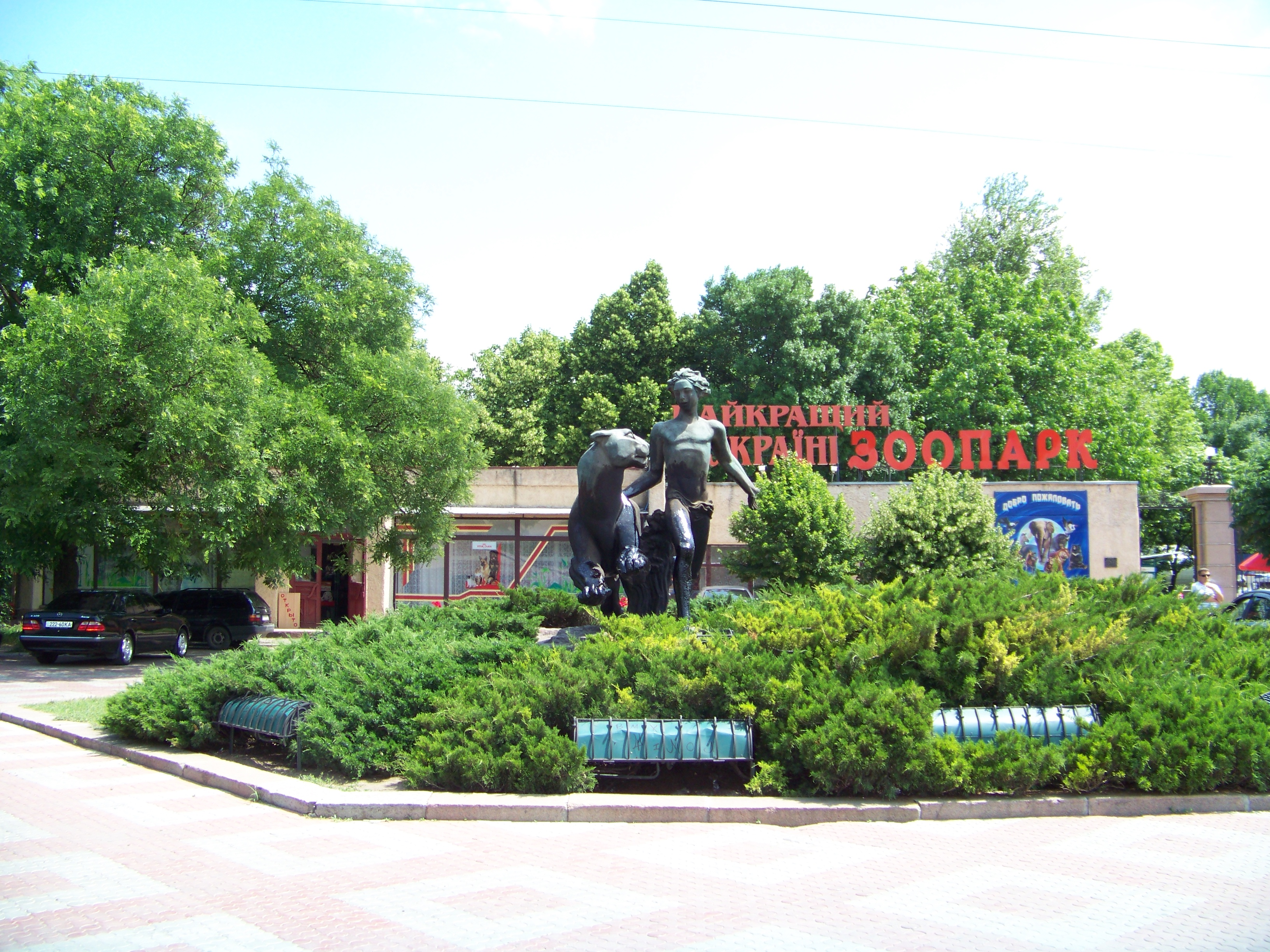
Скульптурна група «Мауглі та Багіра»